# 위험한 여름 (헤밍웨이의 책)

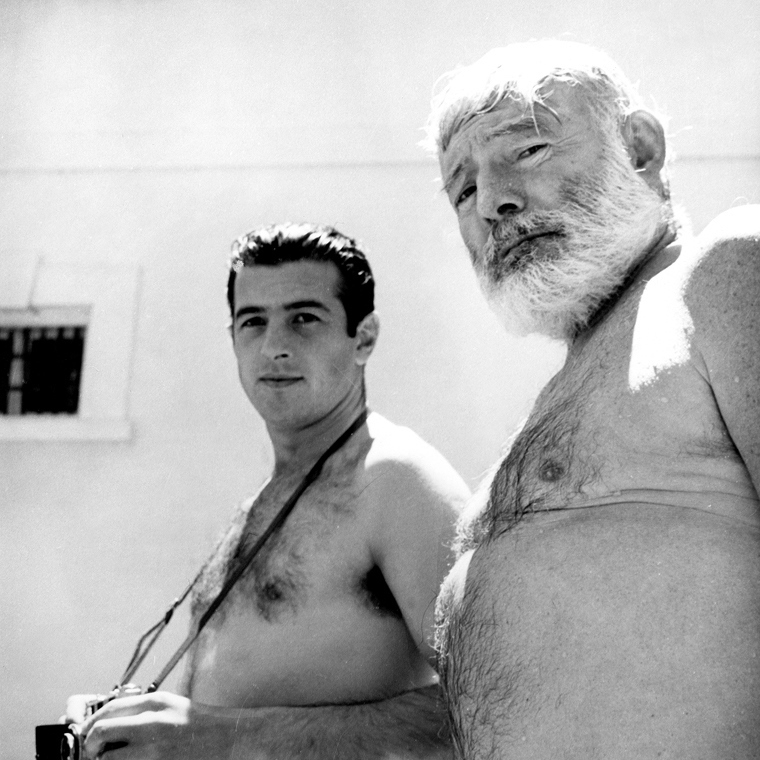
안토니오 오르도녜스와 어니스트 헤밍웨이. 1959년 스페인 말라가에서 촬영.

《위험한 여름》(The Dangerous Summer)은 1985년 사후에 출간된 어니스트 헤밍웨이의 논픽션 책이다. 1959년부터 1960년 사이에 집필되었다. 이 책은 1959년 ‘위험한 여름’ 동안 투우사 루이스 미겔 도밍긴과 그의 처남 안토니오 오르도녜스의 라이벌 관계를 그리고 있다. 한때 헤밍웨이의 마지막 저서로 인용되기도 하였다.

## 배경
《위험한 여름》은 《라이프》지의 의뢰로 1959년 10월부터 1960년 5월까지 헤밍웨이가 쓴 75,000여 자에 이르는 원고를 수정판을 출간한 것이다. 헤밍웨이는 친한 친구인 윌 랭 주니어(Will Lang Jr.)을 스페인으로 불러 《라이프》지에 원고를 전달하였다. 이후 미국 출판사인 찰스 스크리브너스 선스에서 원고를 편집하였다. 이후 1960년 9월에는 30,000여자 분량으로 편집되어 3부작에 걸쳐 《라이프》지에 연재되었다.

## 한국어판 출판 내역
다음은 《위험한 여름》의 한국어판 출판 내역이다.
- 《危險한 여름》. 번역 손세일. 신구문화사. 1961.
- 《위험한 여름》. 번역 김영숙. 휘문출판사. 1968; 대양서적. 1973.
- 《危險한 여름》. 번역 장왕록. 휘문출판사. 1969; 한영출판사. 1976.
- 《위험한 여름》. 번역 정성호. 영한문화사. 1985.
- 《위험한 여름》. 번역 임성달. 흥진문화사. 1990/1992.

## 참고 문헌
- Meyers, Jeffrey (1985). Hemingway: A Biography (영어). New York: Macmillan. ISBN 978-0-333-42126-0.
- Oliver, Charles (1999). Ernest Hemingway A to Z: The Essential Reference to the Life and Work (영어). New York: Checkmark Publishing. ISBN 978-0-8160-3467-3. (가입 필요).
- 이봉환; 변문균 (2015). “김병철의 헤밍웨이소설 번역작업의 자구 해석적 등가성의 한계”. 《현대영미어문학》 (현대영미어문학회) 33 (3).